# Sollé-Mossi
Ne doit pas être confondu avec Sollé-Foulbé.
Sollé-Mossi est une localité du Burkina Faso située dans le département de Sollé, la province du Loroum et la région du Nord, à proximité de la frontière avec le Mali.

## Population
Lors du recensement de 2006, on y a dénombré 2 396 habitants. Comme son nom l'indique, ce sont des Mossi.